# Nassella trichotoma
Espèce
Nassella trichotoma, le Stipe à feuilles dentées, est une espèce de plantes monocotylédones de la famille des Poaceae, sous-famille des Pooideae, originaire d'Amérique du Sud. Ce sont des plantes herbacées vivaces, cespiteuses, résistantes à la sécheresse, formant des touffes hautes de 50 cm et de 25 cm environ de diamètre.
Cette espèce, qui se propage principalement par les graines, s'est répandue dans plusieurs régions de l'hémisphère sud au climat tempéré chaud, notamment l'Australie, la Nouvelle-Zélande et l'Afrique du Sud, où elle se comporte comme une plante envahissante.

## Description

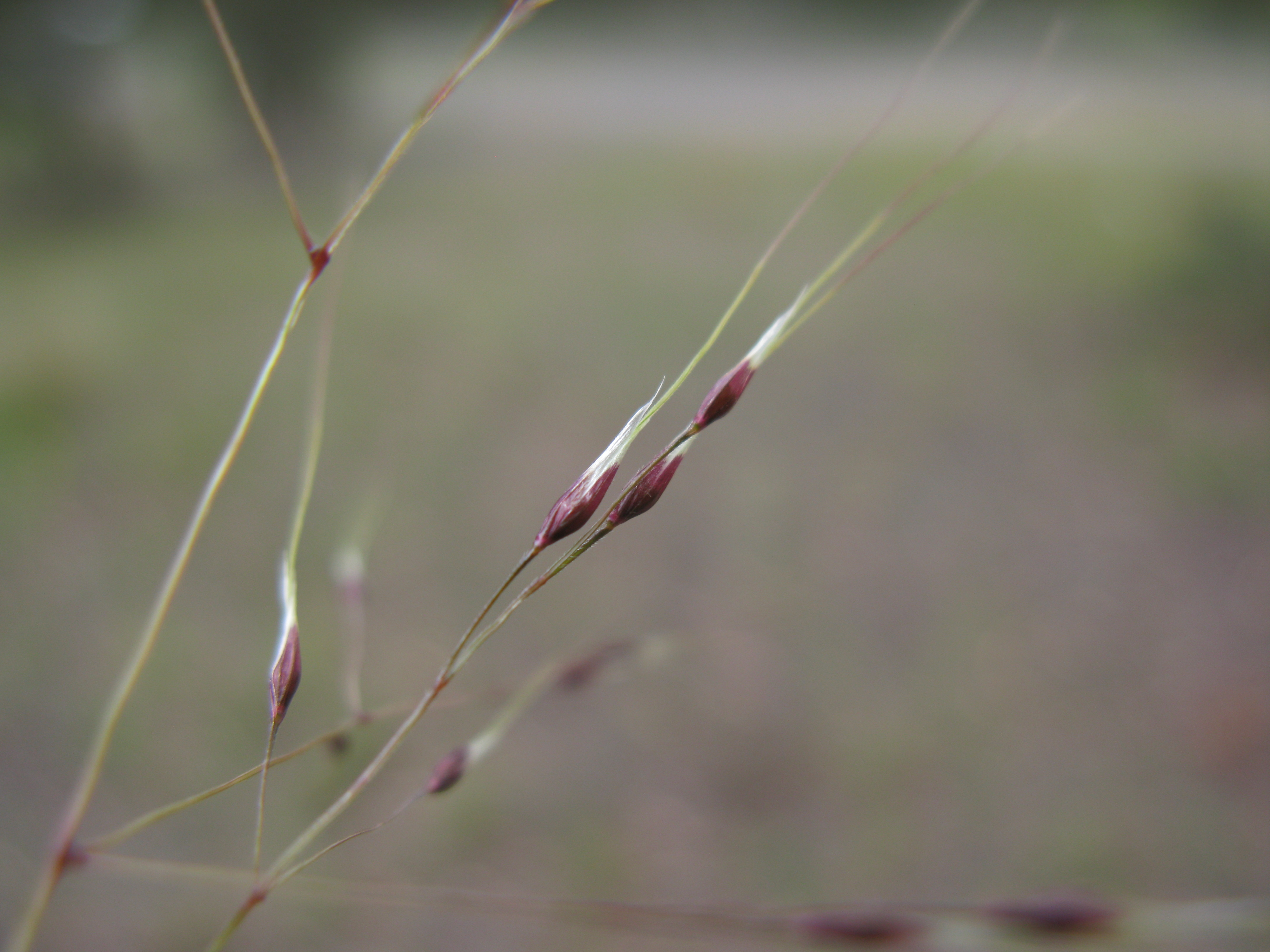
Épillets.

Nassella trichotoma est une plante herbacée vivace, cespiteuses, aux tiges (chaumes) de 30 à 50 cm de long. Les feuilles présentent un limbe filiforme, coriace, aux bords étroitement enroulés et finement dentés, de 15 à 45 cm de long sur 0,2 à 0,5 mm de large, une gaine d'environ 160 mm de long, arrondie et lisse mais dentelée au collet, et une ligule membraneuse ferme, obtuse, courte (environ 1 mm de long). Au stade adulte, les feuilles et les chaumes s'affaissent et sont souvent décolorés. Les racines diffuses et fibreuses forment un système racinaire profond qui s'enfonce dans le sol jusqu'à 20 cm et plus, ce qui rend les plantes difficiles à déraciner,.
L'inflorescence est une panicule ouverte, très ramifiée, de 20-35 cm de long, mais pouvant atteindre 75 cm, avec des ramifications filiformes cassantes, qui se détache d'un bloc laissant les plantes sans inflorescence pendant la plus grande partie de l'année. Elle est composée d'épillets solitaires pédicellés.
Les épillets, lancéolés, subtérètes, de 4 à 8,5 mm de long comprennent un fleuron fertile, sans extension du rachillet. Ils sont sous-tendus par deux glumes persistantes, similaires, dépassant l'apex des fleurons, plus fines que la lemme fertile. Les fleurons sont enfermés dans deux glumelles, la lemme, coriace, longue de 1,5 à 2,5 mm, couvre la majeure partie de la paléole. Elle porte une arête géniculée de 15 à 32 mm de long, à la colonne glabre, torsadée. La paléole, dont la longueur est la moitié de celle de la lemme, est hyaline. Le fruit est un caryopse oblong, brun foncé, de 1 à 1,2 mm de long, au péricarpe adhérent,.

## Distribution et habitat
L'aire de répartition originelle de Nassella trichotoma s'étend dans les régions de pampas tempérées chaudes du sud de l'Amérique du Sud : Brésil (Rio Grande do Sul), Argentine (Cordoba,  Mendoza,  Buenos Aires, Entre Rios, La Pampa, San Luis,  Santa Fe), Uruguay, avec des populations plus dispersées dans les formations graminéennes d'altitude plus sèches du  nord-ouest de l'Argentine, ainsi qu'en Bolivie, au Chili et au Pérou.
L'espèce s'est naturalisée en Afrique australe : Afrique du Sud et en Macaronésie (Madère), en  Australie et en Nouvelle-Zélande, dans les îles du Pacifique (Hawaï),. On la rencontre également par endroits en Europe et aux États-Unis où elle serait arrivée comme contaminant de semences fourragères ou de toisons en provenance de l'hémisphère sud.
Dans son aire de répartition originelle d'Amérique du Sud, Nassella trichotoma se rencontre principalement dans les pampas humides ou les prairies climaciques d'Argentine et d'Uruguay à des latitudes comprises entre 30° et 40° sud.
Dans les régions où elle a été introduite, l'espèce préfère les pâturages dde plantes indigènes et introduites des régions subtropicales et tempérées chaudes comprises entre les latitudes 30° et 45° sud.
En Australie elle peut aussi envahir la végétation côtière sèche, les zones boisées herbeuses, la forêt de sclérophylles et la végétation des zones rocheuses.

## Résistance à des herbicides
Des populations de Nassella trichotoma ont été signalées en 2002 comme résistantes à des herbicides à base de flupropanate (herbicide du groupe N - inhibiteurs de la synthèse des lipides - de la classification HRAC) dans des pâturages d'Australie.

## Synonymes
Selon The Plant List (31 octobre 2017) :
- Agrostis trichotoma (Nees) Trin.
- Caryochloa trichotoma (Nees) Kuntze
- Oryzopsis trichotoma (Nees) Druce
- Piptatherum macratherum (Steud.) Nees ex B.D.Jacks.
- Piptochaetium trichotomum (Nees) Griseb.
- Stipa macrathera (Steud.) Speg., nom. illeg.
- Stipa tenella Godr.
- Stipa trichotoma Nees
- Urachne macrathera Steud.
- Urachne trichotoma (Nees) Trin.